# توم لونجو
توم لونجو (بالإنجليزية: Tom Longo) هو لاعب كرة قدم أمريكية أمريكي، ولد في 21 فبراير 1942 في Lyndhurst, New Jersey ‏ في الولايات المتحدة، وتوفي في 2 يوليو 2015 في Wayne, New Jersey ‏ في الولايات المتحدة بسبب ورم المتوسطة.

## وصلات خارجية
- توم لونجو على موقع مرجع كرة القدم المحترفة.كوم (الإنجليزية)
- توم لونجو على موقع JustSportsStats.com (الإنجليزية)